# Павел Кука
Павел Кука (на чешки: Pavel Kuka, роден на 19 юли 1968 в Прага) е бивш чешки футболист.

## Кариера

### Кариера като играч
Нападателят започва своя футболен път в младежкия отбор на Славия Прага. Той дебютира в първенството на бившата Чехословакия с мъжкия тим на пражкия клуб през 1987 г. Кука отбива военната си служба в отбора на Хеб от 1987 до 1989 г., а след това отново се завръща в Славия.
През зимната пауза на сезона 1993/94 Павел Кука е закупен срещу сумата от 1,75 милиона германски марки от първодивизионния германски клуб Кайзерслаутерн, за който той отбелязва 8 гола през пролетта на 1994 г. и така помага за второто място на новия си отбор в крайното класиране на Първа Бундеслига. 1996 е година на успехи и разочарования за отбора от Пфалц. Кука изпада във Втора Бундеслига, но печели Купата на Германия и става европейски вицешампион с националния отбор на Чехия на Европейското първенсто по футбол в Англия. Централният нападател остава верен на Кайзерслаутерн и във втора лига и е възнаграден с шампионската титла през 1998 г., веднага щом „лаутерите“ се завръщат с гръм и трясък в елита на Германия. В повечето мачове през шампионския сезон Кука е резерва и това го принуждава да търси нови предизвикателства.
Така той преминава в новака Нюрнберг през 1998 г. и се утвърждава в нападението на отбора. Въпреки това „франките“ изпадат отново от елитната дивизия, а Кука отново сменя клубната си принадлежност – този път той играе за Щутгарт.
След общо 144 срещи и 50 гола в Първа Бундеслига, както и 25 мача и 15 гола във Втора Бундеслига, Кука напуска Германия през септември 2000 г. и се завръща в родния си отбор Славия Прага. С него той печели Купата на Чехия през 2002 г. и през 2005 г. слага край на професионалната си кариера.
След това Кука играе за аматьорския клуб Марила Вотице.

### Национален отбор
Павел Кука записва общо 89 мача за първия отбор на Чехия, в които той вкарва 29 гола. На 29 август 1990 г. той дебютира за националния отбор на своята страна в мач срещу Финландия. До разделението на Чехословакия нападателят изиграва 26 национални срещи (7 гола), а след това прави 63 срещи за Чехия с 22 гола. Взема участия в европейските първенства Англия'96, където печели сребърен медал, и Белгия и Холандия'2000. Последната му среща с националния екип е на 5 септември 2001 г. в квалификационна среща за световно първенство срещу Малта.

### Спортен директор
През 2005 г. Павел Кука е назначен за спортен директор на чешкия първодивизионен отбор Марила Прибрам (Пжибрам), но след само половин година на поста напуска клуба по собствено желание.

### Успехи
- 1 x Купа на Германия: 1996
- 1 x шампион на Германия: 1998
- 1 x Купа на Чехия: 2002
- 1 x европейски вицешампион: 1996